# Xã Prairie, Quận Boone, Arkansas
Xã Prairie (tiếng Anh: Prairie Township) là một xã thuộc quận Boone, tiểu bang Arkansas, Hoa Kỳ. Năm 2010, dân số của xã này là 444 người.